# Fractura vertebral
Una fractura vertebral és una fractura que afecta una vèrtebra o més. Alguns tipus de fractura de la columna vertebral confereixen un risc significatiu de lesió de la medul·la espinal. Després del trauma immediat, hi ha un risc de lesió medul·lar (o empitjorament de la columna vertebral ja lesionada) si la fractura és inestable, és a dir, és probable que canviï l'alineació sense una fixació interna o externa.